# Semitiske folkeslag
Semitiske folkeslag er et udtryk for de folkeslag der har talt semitiske sprog. Ordet "semit" kommer fra Noahs søn Sem, som ifølge Bibelen var stamfader til de semitiske folkeslag, hvilket blandt andet vil sige arabere, aramæere, babylonere, karthaginensere, etiopere, hebræere og fønikere. Ordet har tidligere også været anvendt om alle nuværende og uddøde semitisk-talende folkeslag, hvilket er problematisk, idet det er udtryk for en sammenblanding af lingvistik og etnografi som ikke svarer til nyere videnskab.[kilde mangler] Termen er første gang brugt af tyskeren August Ludwig von Schlözer i 1781; ingen af de nævnte folkeslag har således brugt det om sig selv.
Betegnelsen semit anvendes fortsat lejlighedsvis om jøder (især i den negative form antisemitisme).[kilde mangler]